# Борец (Речицкий район)
Борец (бел. Барэц) — посёлок, входящий в Пересвятский сельсовет Речицкого района Гомельской области Белоруссии.

## География

### Расположение
В 9 км на запад от Речицы и железнодорожной станции в этом городе, в 59 км от Гомеля.

### Гидрография
Канава Ребуска.

## Транспортная система
Транспортная связь по просёлочной, а затем по автодороге Калинковичи — Гомель.
В посёлке 8 жилых домов (2004 год). Планировка — короткая, меридиональной направленности, улица. Застройка деревянными домами усадебного типа.

## История
Посёлок основан в 1920-х годах на бывших помещичьих землях переселенцами с соседних деревень. В 1929 году организован колхоз.
Во время Великой Отечественной войны в июле 1943 года оккупанты полностью сожгли посёлок. Освобождён 16 ноября 1943 года.
В 1959 году посёлок входил в состав колхоза «10 лет Октября» с центром в деревне Пересвятое.

## Население

### Численность
2004 год — 8 дворов, 20 житель.

### Динамика
- 1930 год — 14 дворов, 84 жителя.
- 1940 год — 10 дворов, 47 жителей.
- 2004 год — 8 дворов, 21 житель.